# Irving Small
Irving Wheeler "Irv" Small (ur. 19 lipca 1891 w Cambridge, zm. 12 grudnia 1955 w Monrovii) – amerykański hokeista.
Był członkiem amerykańskiej drużyny hokejowej Boston Athletic Association, kiedy wygrał razem z reprezentacją Stanów Zjednoczonych srebrny medal podczas Zimowych Igrzysk Olimpijskich w 1924 roku.